# یواس‌اس ارتوسا (آی‌ایکس-۱۳۵)
یواس‌اس ارتوسا (آی‌ایکس-۱۳۵) (به انگلیسی: USS Arethusa (IX-135)) .یک کشتی نفت کش امریکایی بود که در سال ۱۹۲۱ توسط شرکت مور در اوکلند کالیفرنیا ساخته و به آب انداخته شد.نیروی دریایی آمریکا در نوامبر ۱۹۴۳ تصمیم به تغییر نام این کشتی به ارتوسا گرفت . این کشتی در خلال جنگ جهانی دوم به عنوان کشتی سوخت رسان انجام وظیفه نمود و چندین عملیات موفق را پشت سر گذاشت .این کشتی برنده دو مدال جنگی در جنگ جهانی دوم شد . پس از پایان جنگ کشتی ارتوسا به شرکت کشتی رانی کایسر  فروخته شد و پس از مدتی استفاده دور انداخته شد